# The Atlas Moth
The Atlas Moth est un groupe américain de post-metal, originaire de Chicago, dans l'Illinois.

## Histoire
Le groupe est formé en 2007 à Chicago. Il fait ses débuts sur Candlelight Records en 2009 avec A Glorified Piece of Blue-Sky, suivi en 2011 par An Ache for the Distance, sorti sur Profound Lore Records. Le mélange de styles musicaux d'Atlas Moth a été décrit par Pitchfork comme du « heavy metal aventureux et militant. »

## Discographie

### Albums studio
- 2009 : A Glorified Piece of Blue-Sky (Candlelight Records)
- 2011 : An Ache for the Distance (Profound Lore Records)
- 2014 : The Old Believer (Profound Lore Records)
- 2018 : Coma Noir (Prosthetic Records)[3]

### Singles
- 2008 : Hope for Atlantis (Witch Trial Records)

### EP
- 2008 : Pray for Tides
- 2010 : The One Amongst the Weed Fields (Candlelight Records)

### Splits
- 2012 : Label Showcase - Profound Lore Records (Profound Lore Records)
- 2013 : The Atlas Moth / Wolvhammer (Init Records)